# Ottone Canella
Ottone Canella fue un noble y patricio genovés nacido probablemente más tarde del 1070 d. C. 

## Orígenes
Fue el precursor de la dinastía Grimaldi, puesto que su nombre es incluido en un acto firmado por miembros de la familia donde aparece el "nomen gentis" (traducido al castellano "nombre de la nación") Grimaldo.
Ottone pertenecía a la nobleza feudal que, durante el siglo XI, empezó a vivir dentro de las murallas de la ciudad de Génova. Entonces, en 1133, este noble se convirtió en Cónsul de Génova, lo que permitió posicionar su familia como una de las más importantes de la ciudad. 

## Familia
Ottone Canella se casó con Adelasia, cuyo apellido no se conoce, que perteneció probablemente a la nobleza local. Tuvieron la siguiente descendencia: Rubaldo, Bellamunto, Otto, Carlo, Bulzaneto, Anna Canella y, finalmente, Grimaldo Canella (este último fue el verdadero fundador del apellido Grimaldi).
Este primer núcleo familiar constituye el origen y la base de la futura Casa Grimaldi, a pesar de que el apellido Canella continúa existiendo hasta el siglo XVI.

## Desarrollo de la familia Grimaldi
Se desconoce la fecha de fallecimiento exacta de Ottone Canella, bien que debe ser antes de 1143, puesto que existe constancia de que ya estaba muerto en ese año. Tras su muerte, el liderazgo de la familia pasó a manos de los hijos de sexo masculino, y finalmente fue Grimaldo Canella quien se impuso al poder. 
Durante siglos la posición de Ottone quedó a la sombra de su hijo Grimaldo en los escritos de la genealogía redigidos por este último y en los que Grimaldo fue presentado como padre y antepasado de la dinastía, mítico noble y príncipe. Incluso, se hizo pasar por descendiente de Heristal, con el objetivo de justificar "por derecho" el poder de la Casa del Principado de Mónaco (que en realidad no se consiguió hasta el siglo XIV - XV y con otras maniobras) y después colocar todavía más la familia Grimaldi en territorio francés (lo que se consiguió en el siglo XVII cuando se aliaron con Francia). 
Actualmente, se reconoce Ottone como el verdadero fundador de la familia, a pesar de que su hijo Grimaldo es el patriarca de la familia que lleva su nombre, Grimaldi. Ottone es también la persona que vincula la familia a sus orígenes locales, y que puede considerarse el más antiguo antepasado comprobado de la familia, aunque su propia ascendencia no está muy definida, ni totalmente comprobada.
Hay varias hipótesis sobre el "nomen" (nombre) Grimaldi: probablemente es uno patronímico que se convirtió en un apellido (o por el nombre heredado por su padre). En cambio, el apellido "Canella" era un apodo convertido a apellido que probablemente tenía una cierta afinidad o razón con la especia de homónimo del cual fue importado (posiblemente en el tiempo de la Primera Cruzada, 1096-1099).